# Caterham Cars

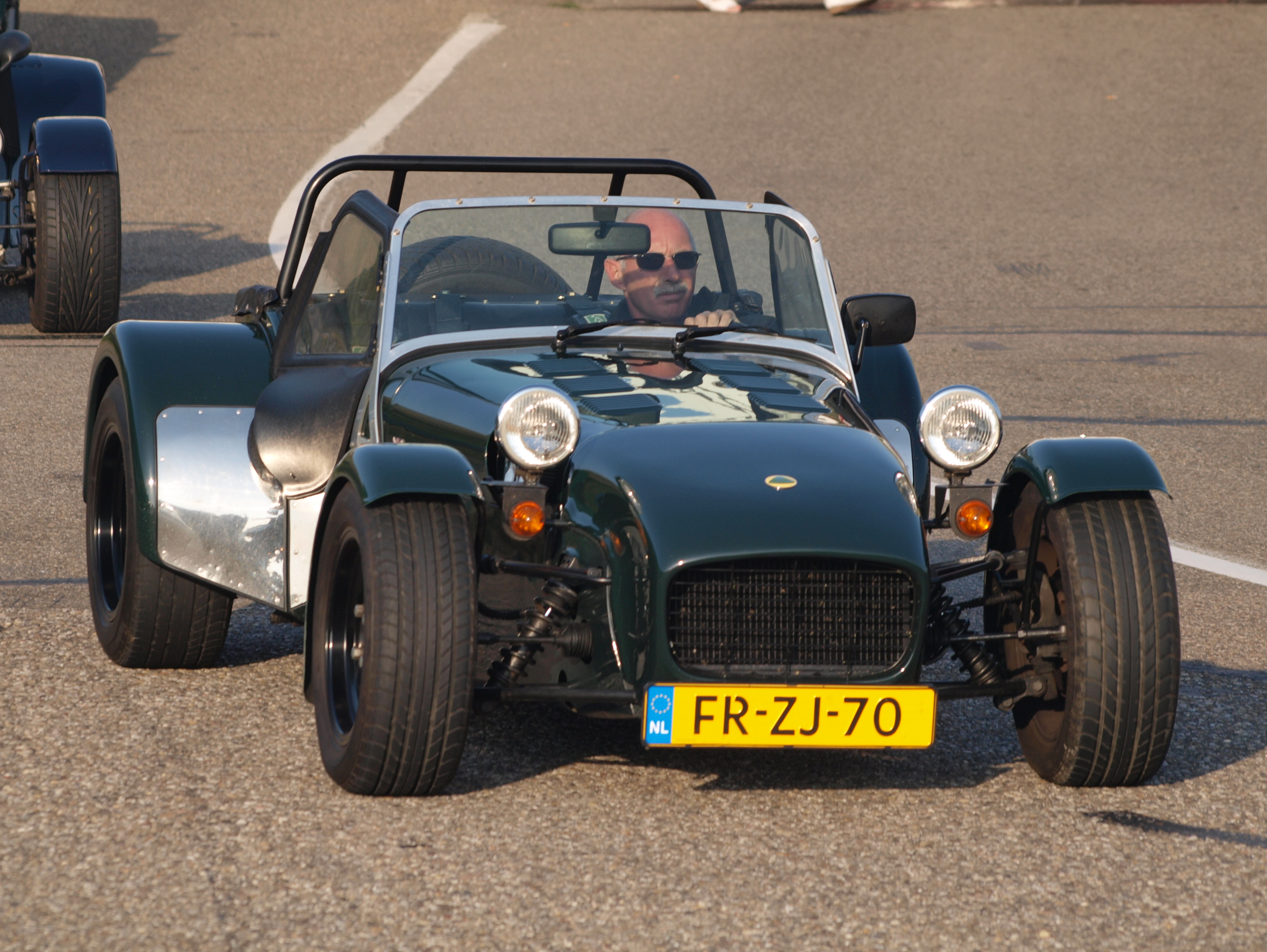
Caterham Super Seven.

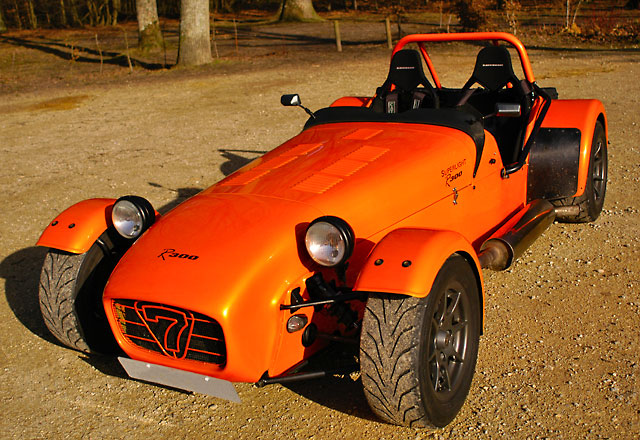
Caterham R300 Superlight.

Caterham Cars Ltd. är ett brittiskt bilmärke.
När Lotus 1973 beslutade sig för att sluta tillverka Seven, för att istället koncentrera sig på den större Elite, samt på de alltmer strömlinjeformade tävlingsbilarna var Caterham Cars i södra London den enda återförsäljaren som ville sälja Seven. De andra satsade på Europa och Elan som gav större marginaler. Caterham såg potentialen i modellen och valde då att köpa rättigheterna till Seven. Enda skillnaden mot Lotus-bilarna var att de därefter hette Caterham Seven istället. Caterham tillverkade först den så kallade Serie4-modellen med plastkaross och tydlig 1970-talsdesign, men gick sedan tillbaka till den tidigare Serie3-modellen med traditionell handknackad aluminiumkaross.
I likhet med brittiska Morgan har Caterham gradvis utvecklat bilen så att nästan inget är kvar från den ursprungliga Lotusen, men utseendet och de avgörande egenskaperna är fortfarande snarlika. Ett flertal specialversioner har gjorts, bland annat med starka motorer och extremt lättade varianter med kolfiberdelar. I extratillbehörslistan anges vikt på tillvalet. Målad kaross väger 2,5 kilogram mer än ren aluminium.
År 1994 presenterade man dessutom en kompletterande större modell, Caterham 21. Chassit påminde mycket om det hos Caterham Seven, men hade en hel kaross med öppningsbara dörrar. Lotus lanserade dock sin Elise ungefär samtidigt och därför blev inte 21 en större succé. Tillverkningen upphörde i slutet av 1990-talet.
Caterham Seven är trång, vilket gjorde att en större modell, kallad Caterham Seven SV, släpptes under år 2001.
Caterham säljs i Sverige som färdig bil eller byggsats. Byggsatsen registreras som amatörbyggt fordon. Att bygga bilen tar cirka en till två veckor för en skicklig mekaniker. Varje bil är unik, leveranstiden kan därför vara upp till åtta månader.